# ブレスレット

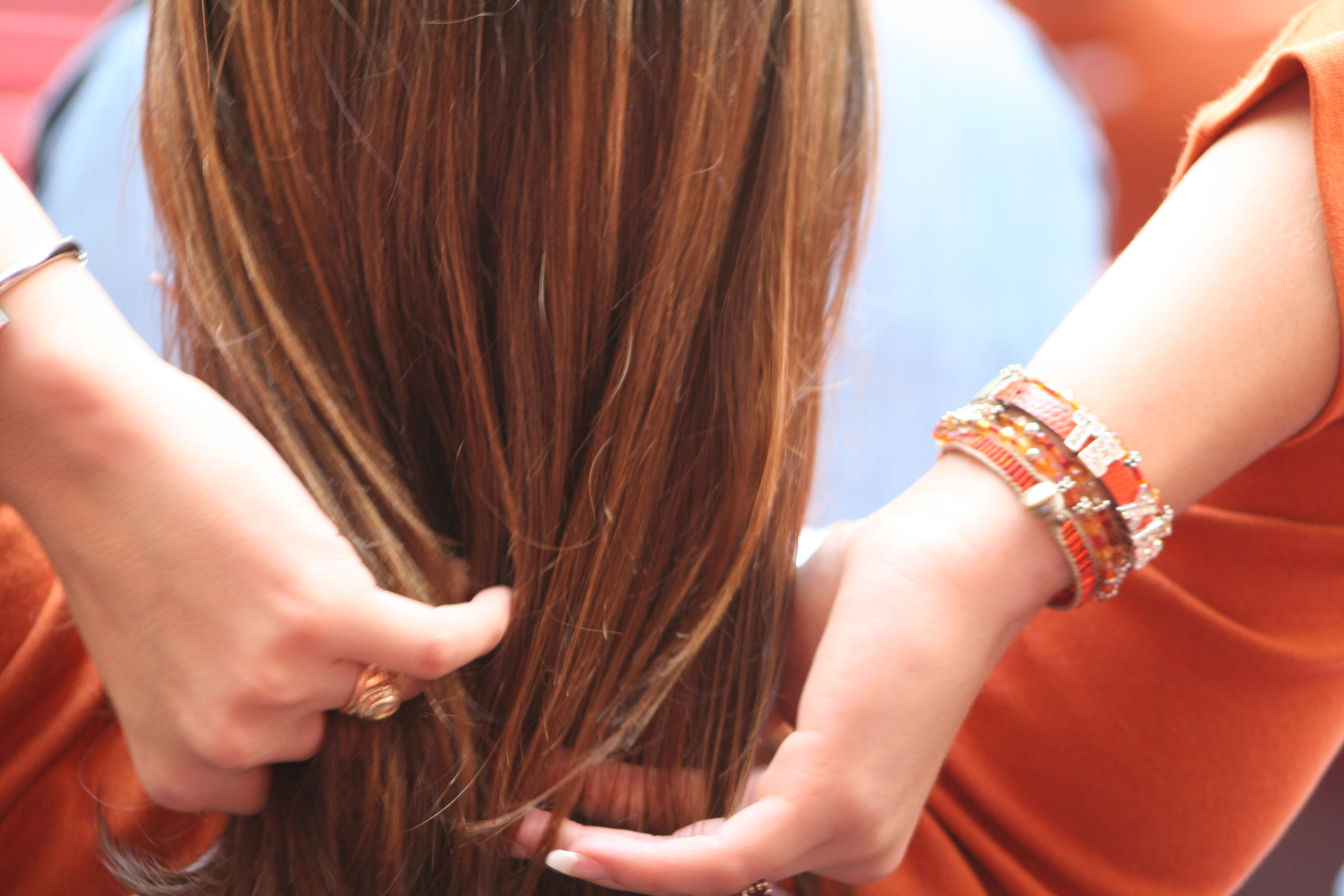
複数のブレスレットを身に付けた女性

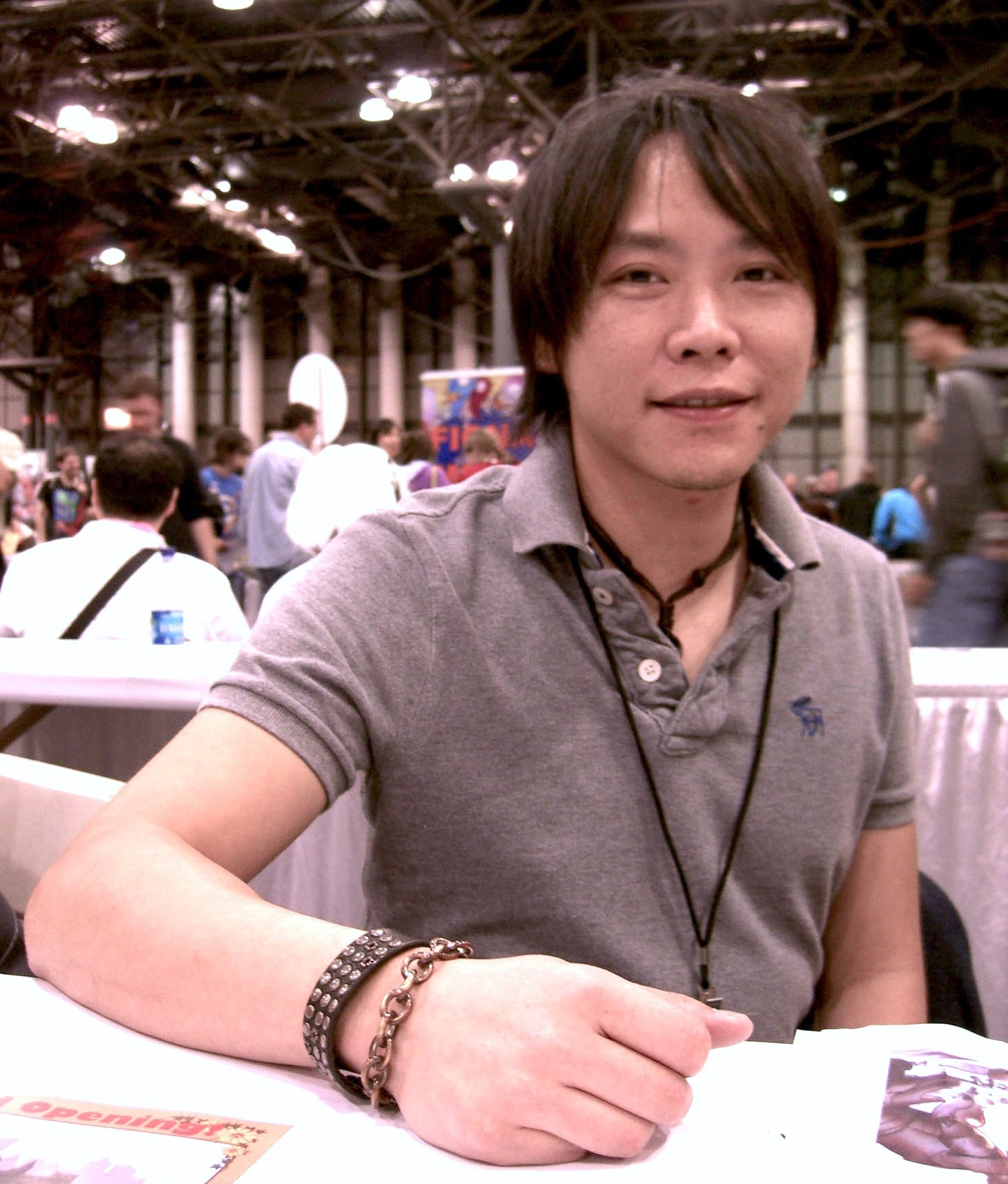
ブレスレットをつけた男性

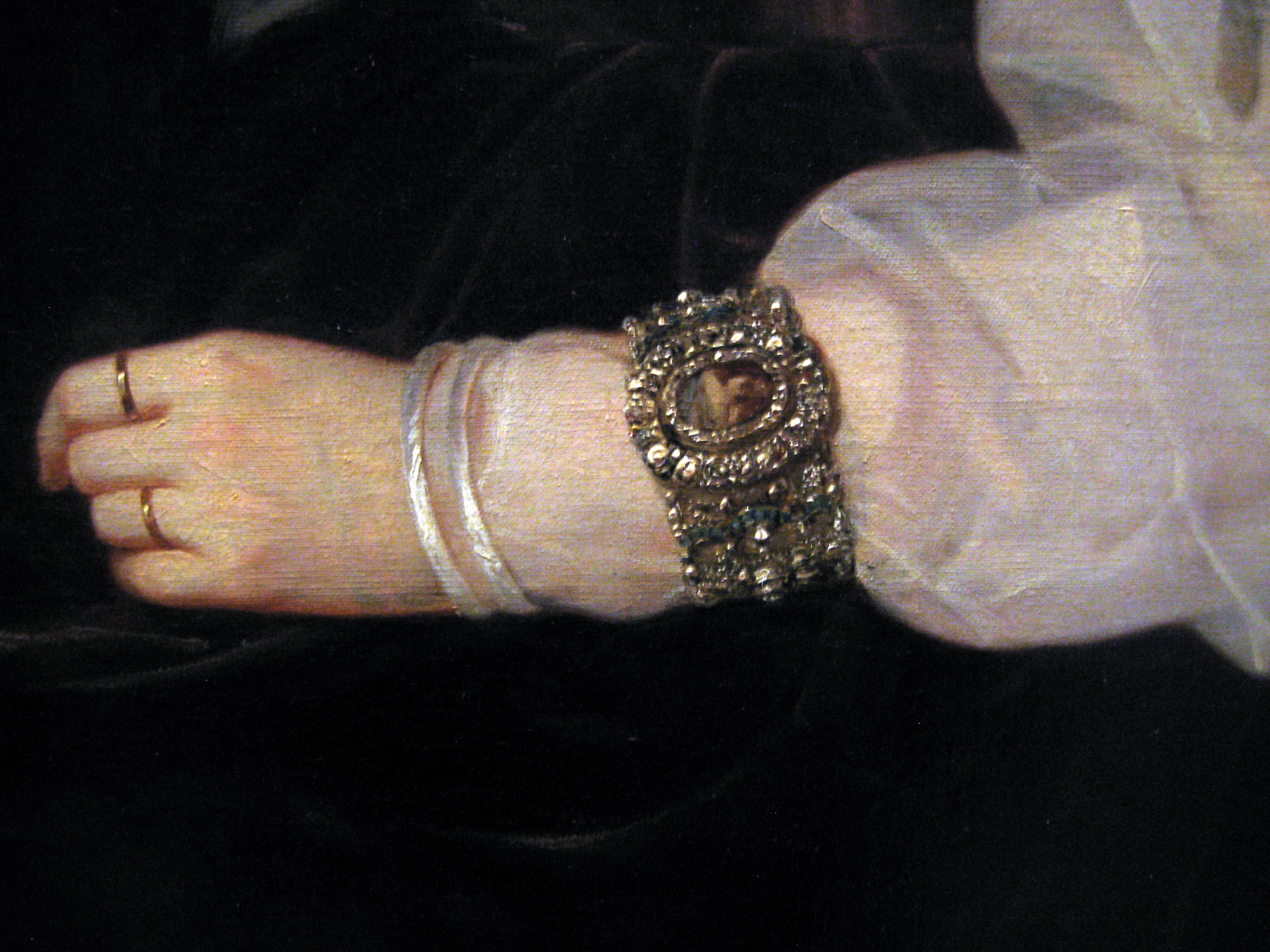
1835年の絵画で描かれたブレスレット

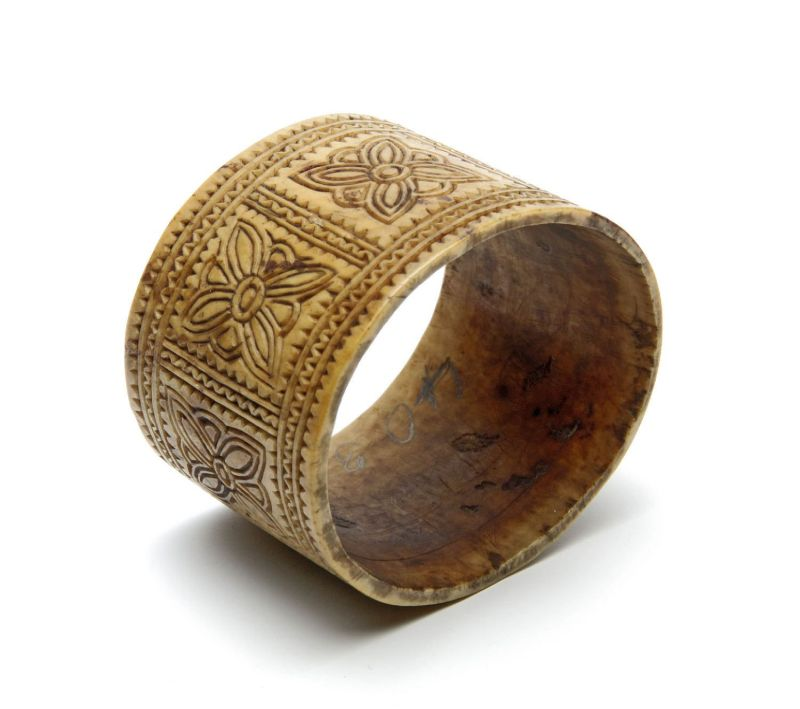
インドネシアのブレスレット

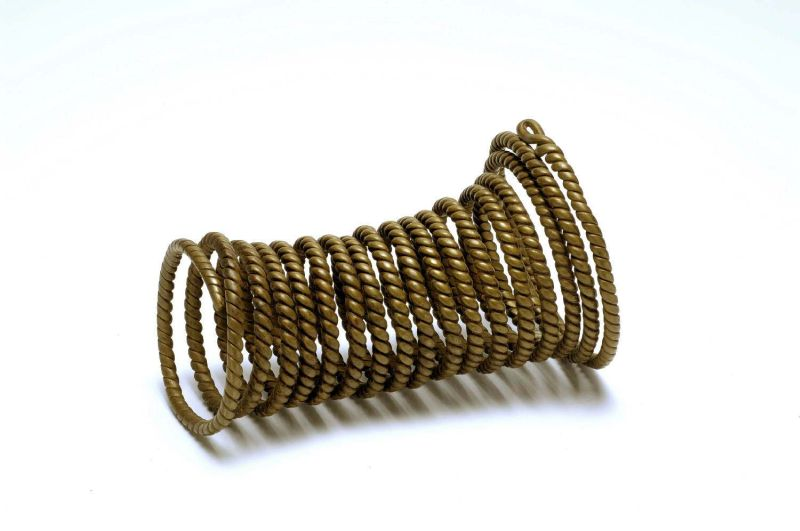
インドネシアのブレスレット

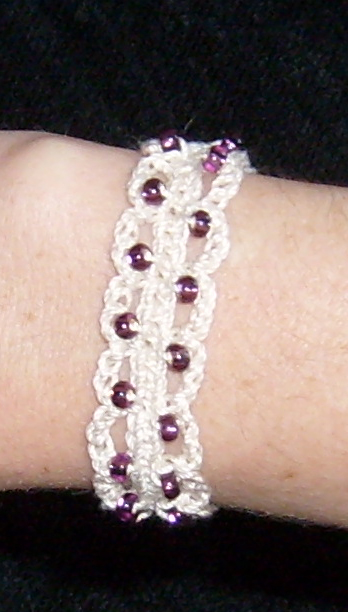
糸製のブレスレット

ブレスレット（英: bracelet）とは、手首や腕に付ける装飾的なバンド（帯）や輪や鎖のこと。腕輪（うでわ）とも。

## 概要
ブレスレットとは、手首や腕に付ける装飾的な帯や輪や鎖などのことである。装身具の一種である。
ブレスレットの素材としては糸、布（植物繊維）、皮革、金属、プラスチック等々が用いられている。
英語の「bracelet」の語源は、古フランス語で腕のことを「bras（ブラ）」と呼んでいたことに由来する。ノルマン・コンクエストなどにより、古フランス語の語彙が大量に英語に入るなど、英語はフランス語の影響を多大に受けた。

## 歴史
ブレスレットの歴史は非常に古く、アッシリア人、バビロニア人、ペルシャ人、ヒッタイト人などが身につけていた。当時は主に宗教的な目的で利用され、主に使用された宝石はラピスラズリや水晶だった。
イラクの洞窟からは中石器時代の腕輪が発見されている。
また動物の骨や牙、貝殻などに穴を開け繋げたものもあり、日本では縄文時代から既に貝輪として貝塚から出土している。弥生時代になってからは銅が使われるようになり、更に古墳時代になってからは石製品や金属製品が加わった。当時は主に「手纏（たまき）」や「釧（くしろ）」と呼ばれていた。トロブリアンド諸島では、古くから腕輪を用いたクラという交易が行われている。

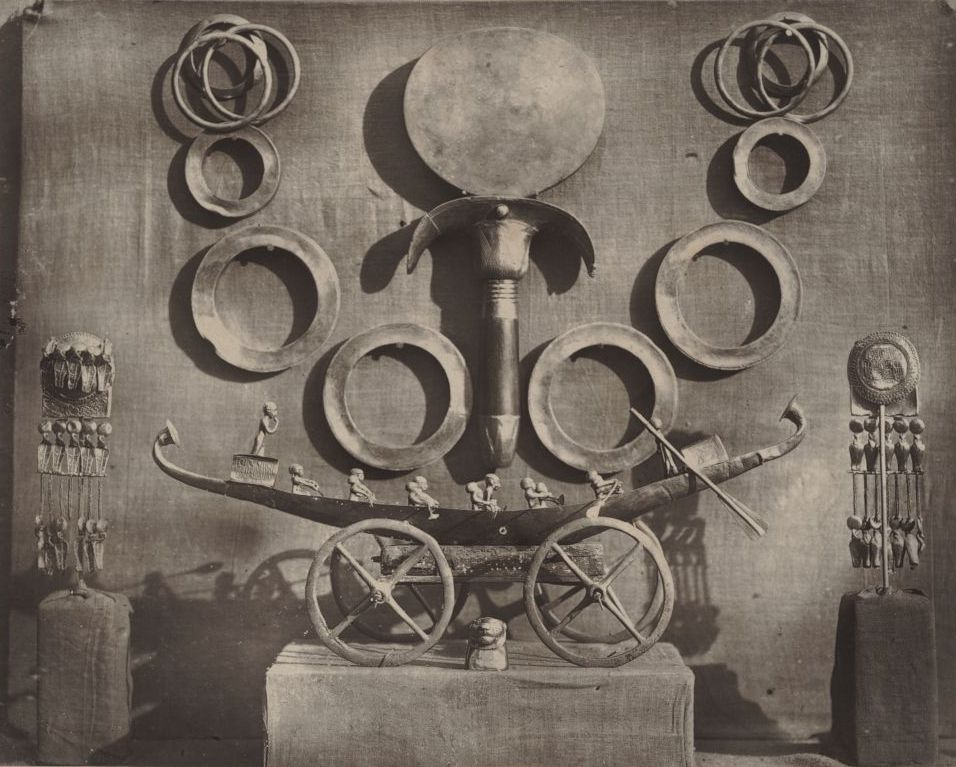
古代エジプトのブレスレット
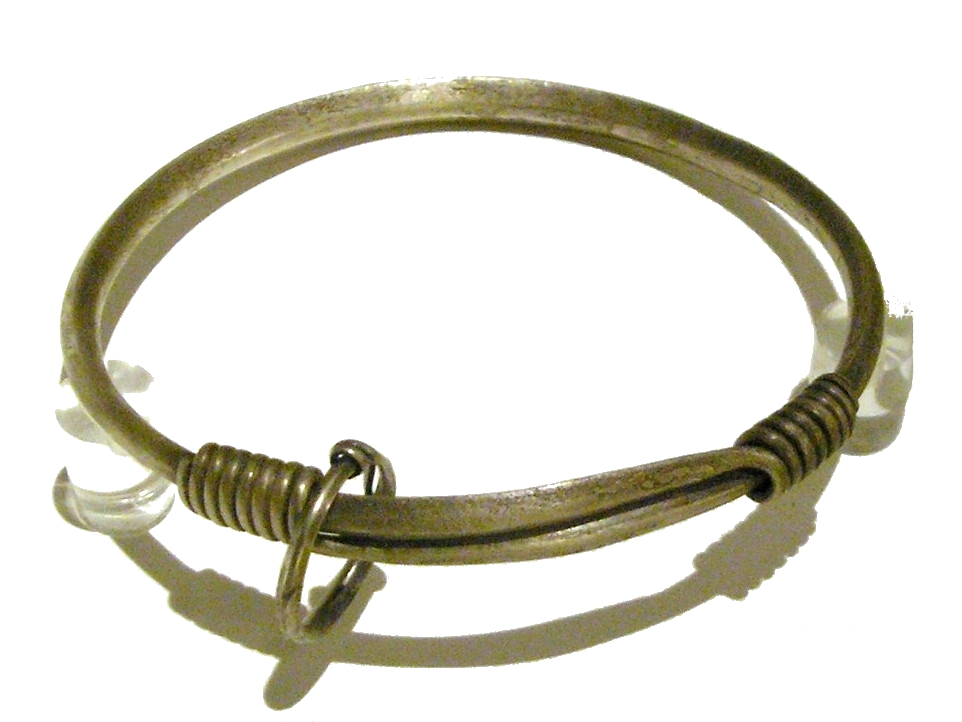
古代ローマ時代、紀元前1世紀ころのドナウ川流域、現在のセルビアあたりのブレスレット
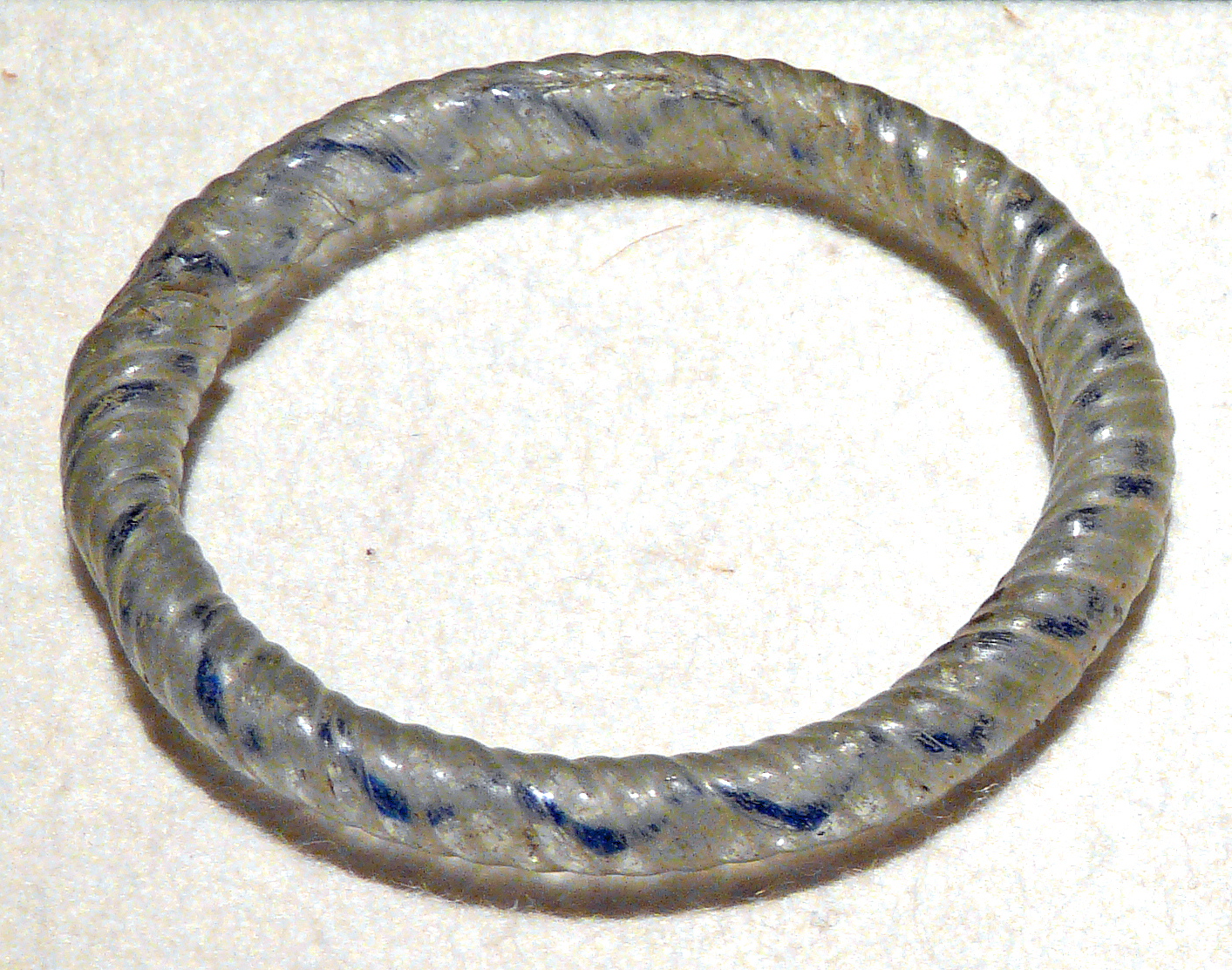
古代ローマのガラス製ブレスレット
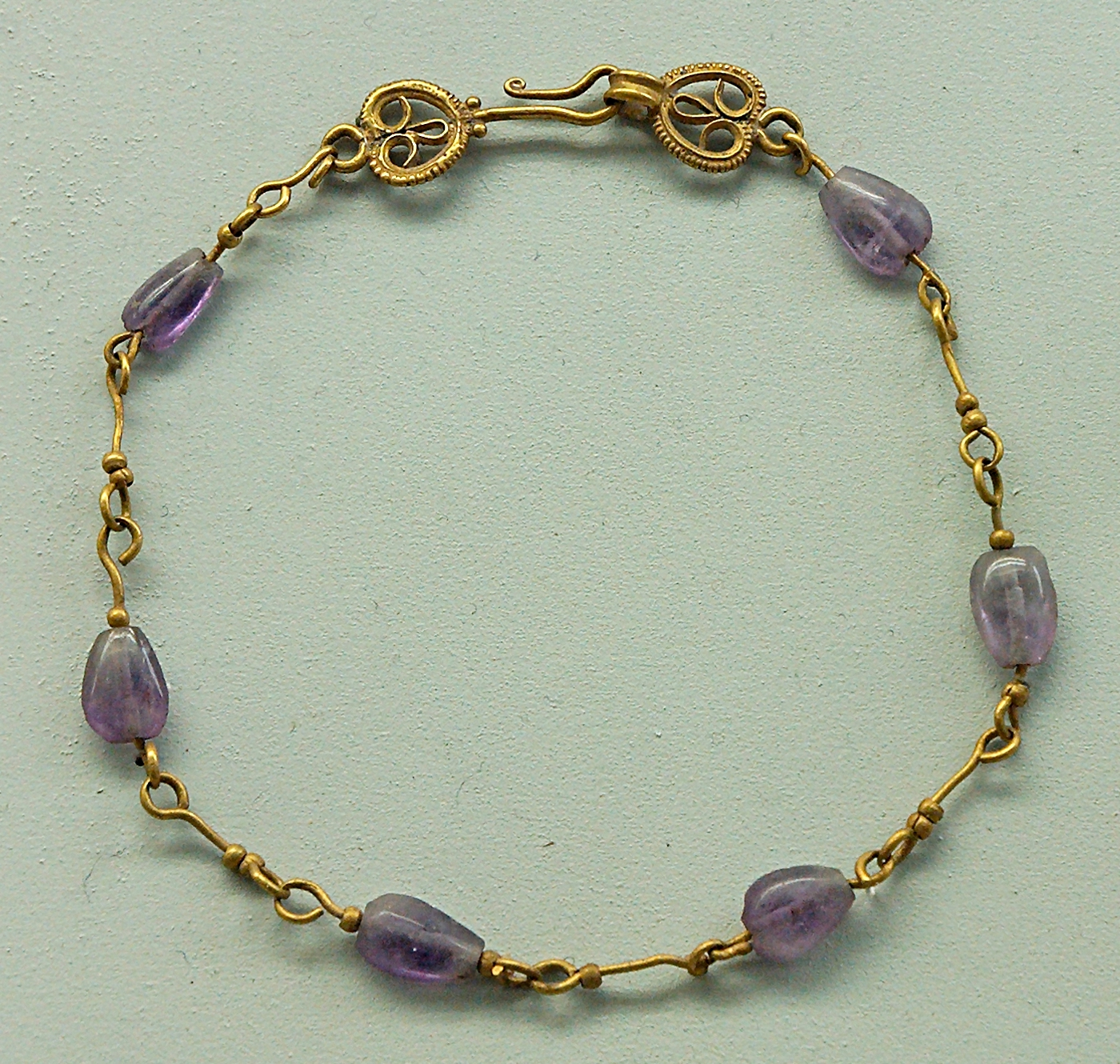
ビザンティンのアメジストを用いたブレスレット
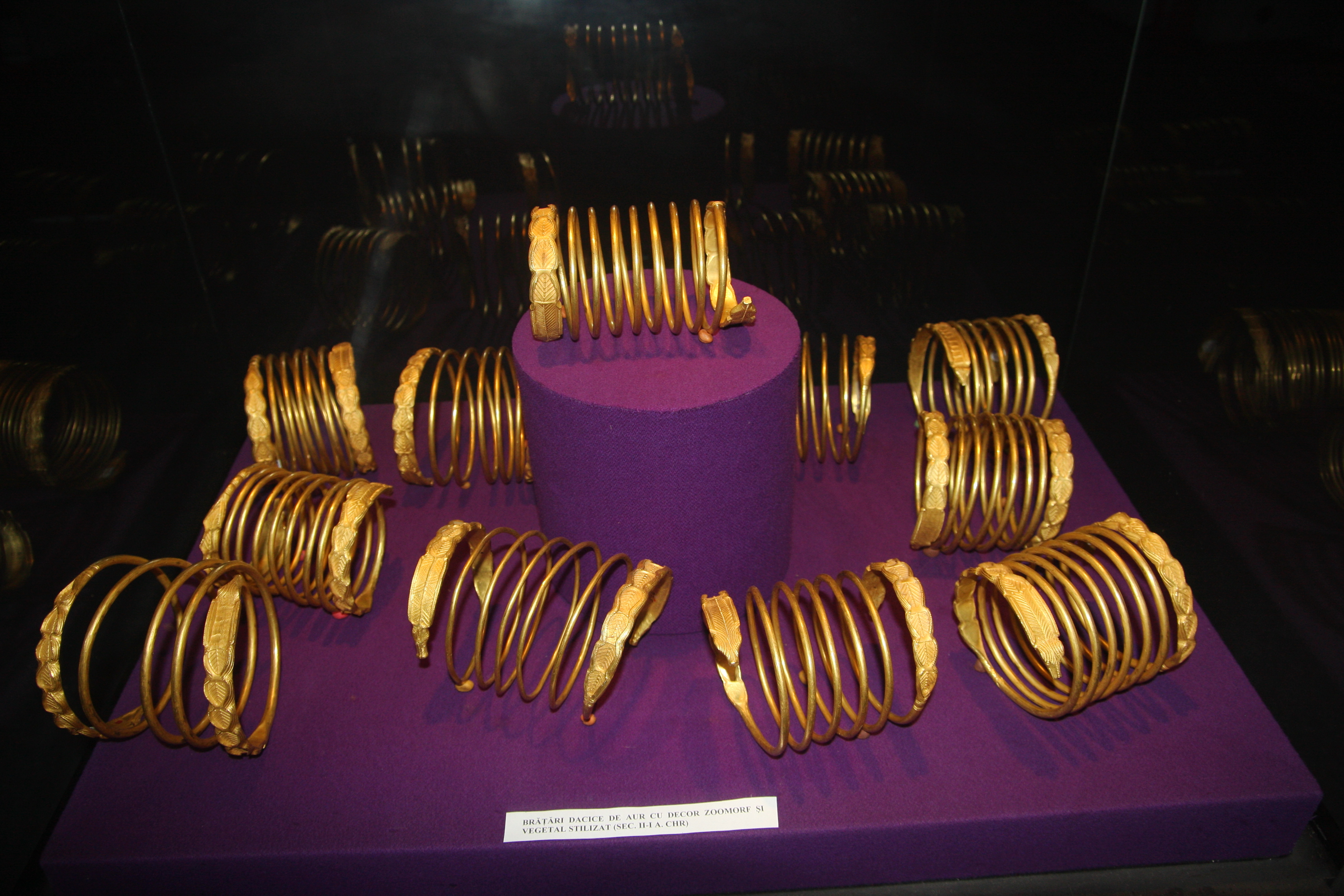
ダキア人のブレスレット。en:Dacian bracelets

時代を経るにつれ、ブレスレットは宗教的な目的よりも、装飾的な品として重視されることとなった。1890年代はイギリスのヴィクトリア女王などにより、精巧かつ複雑な造りの宝石が流行した。
第二次世界大戦後の1940～1950年代にかけて、アメリカでブレスレットが流行した。
1970年、カルティエ・ニューヨークで「カルティエラブブレスレット」が誕生。このブレスレットは中世ヨーロッパの貞操帯をモデルにしたもので、2つのパーツから成り、専用のドライバーと、他の人の協力がなければ着脱することが出来ないため、カップルに人気となった。富裕層の多いニューヨークの病院では、急患用にこのドライバーを常備しているという。
1987年、アメリカのテニス選手、クリス・エバートが細めのラインストーンのブレスレットを試合中に付けて活躍していたことから、彼女がつけていたようなブレスレットをテニスのプレー中につけることが流行。このため、後にこのようなタイプのブレスレットは「テニスブレスレット」と呼ばれるようになった。

## バリエーション
願いを込めてつけられるミサンガやフレンドシップ・ブレスレットも広義のブレスレットの一種である。
腕時計の中でも、鎖の部分を装飾的なデザインにし、手首に対して「あそび」を持たせ余裕のある長さにしたものは「ブレスレットウォッチ」と呼ぶ。また手首に装着するものをブレスレット若しくは「バングル」と呼ぶが、腕の上部につけるものは英語では「アームレット」と呼ぶ。
手に付けるブレスレットは、フィンガーブレスレットと呼ばれるものもあり、足に付けるブレスレットはアンクレットと呼ばれるものもある。
伸縮性の高いシリコンやポレウレタンなどの紐、いわゆる「ゴム」にビーズなどを通して輪にしたブレスレットは、「ゴムブレス」や「数珠ブレス」などと呼ばれ、非常に着脱しやすいという特長がある。近年、パワーストーンやアクセサリーを販売する店舗などで販売されている。
近年では様々なメッセージや主義・主張を込めて身につけられるシンプルなラバー製のgel bracelet　ジェル・ブレスレット、jelly bracelets （リストバンド）もあり、これもブレスレットの一種である。
フリークライミングの場合、ブレスレットは登山用具（ダイナミックロープ）で設計され、登山用具として機能する。

## 参考資料
- Oxford Dictionaries

- 日立システムアンドサービス『百科事典 マイペディア』電子辞書版